# Peripsychoda
Peripsychoda är ett släkte av tvåvingar. Peripsychoda ingår i familjen fjärilsmyggor.

## Dottertaxa tillPeripsychoda, i alfabetisk ordning[1]
- Peripsychoda adusta
- Peripsychoda agrestis
- Peripsychoda ambalata
- Peripsychoda appendiculata
- Peripsychoda aurasica
- Peripsychoda auriculata
- Peripsychoda baitabagensis
- Peripsychoda bulbula
- Peripsychoda castanea
- Peripsychoda centraceps
- Peripsychoda clavicula
- Peripsychoda confraga
- Peripsychoda cracenta
- Peripsychoda crassepalpis
- Peripsychoda dimorpha
- Peripsychoda empheres
- Peripsychoda festiva
- Peripsychoda fragilis
- Peripsychoda fusca
- Peripsychoda globalaris
- Peripsychoda gregsoni
- Peripsychoda hirsuta
- Peripsychoda iranica
- Peripsychoda kratkensis
- Peripsychoda lippa
- Peripsychoda lobella
- Peripsychoda longicera
- Peripsychoda nicholsoni
- Peripsychoda obscura
- Peripsychoda obtusalata
- Peripsychoda pholidotes
- Peripsychoda ramosa
- Peripsychoda reburra
- Peripsychoda repanda
- Peripsychoda scarificata
- Peripsychoda sisypha
- Peripsychoda spuriosa
- Peripsychoda tridentata
- Peripsychoda wauensis
- Peripsychoda viduata
- Peripsychoda zangherii
- Peripsychoda zbytka
- Peripsychoda zygops